# June Park
June Park es un lugar designado por el censo ubicado en el condado de Brevard en el estado estadounidense de Florida. En el Censo de 2010 tenía una población de 4.094 habitantes y una densidad poblacional de 465,6 personas por km².

## Geografía
June Park se encuentra ubicado en las coordenadas 28°4′15″N 80°41′11″O / 28.07083, -80.68639. Según la Oficina del Censo de los Estados Unidos, June Park tiene una superficie total de 8.79 km², de la cual 8.79 km² corresponden a tierra firme y (0%) 0 km² es agua.

## Demografía
Según el censo de 2010, había 4.094 personas residiendo en June Park. La densidad de población era de 465,6 hab./km². De los 4.094 habitantes, June Park estaba compuesto por el 92.84% blancos, el 1.17% eran afroamericanos, el 0.64% eran amerindios, el 1.39% eran asiáticos, el 0.05% eran isleños del Pacífico, el 0.98% eran de otras razas y el 2.93% pertenecían a dos o más razas. Del total de la población el 5.23% eran hispanos o latinos de cualquier raza.